# مایکل کوگلر
مایکل کوگلر (انگلیسی: Michael Kügler؛ زادهٔ ۳ سپتامبر ۱۹۸۱) بازیکن فوتبال اهل آلمان است.
از باشگاه‌هایی که در آن بازی کرده‌است می‌توان به باشگاه فوتبال نورنبرگ، باشگاه فوتبال دینامو درسدن، باشگاه فوتبال اسنابروک، و باشگاه فوتبال بروسیا دورتموند اشاره کرد.